# Baudin-Expedition
Die Baudin-Expedition war eine französische Expedition, um die Küste von Australien zu erkunden. Sie stand unter dem Kommando von Nicolas Baudin.

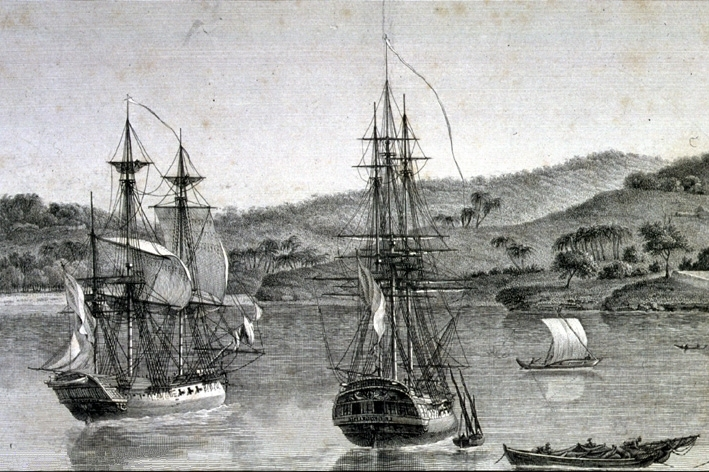
Le Géographe und Le Naturaliste

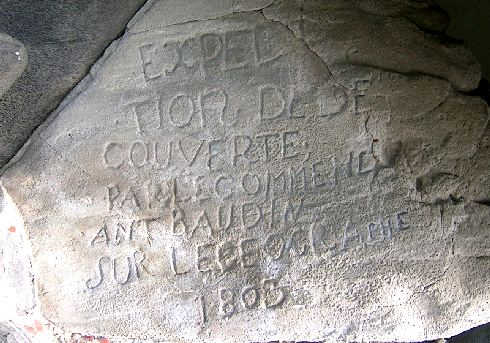
Die Inschrift der Expedition auf der Känguru-Insel

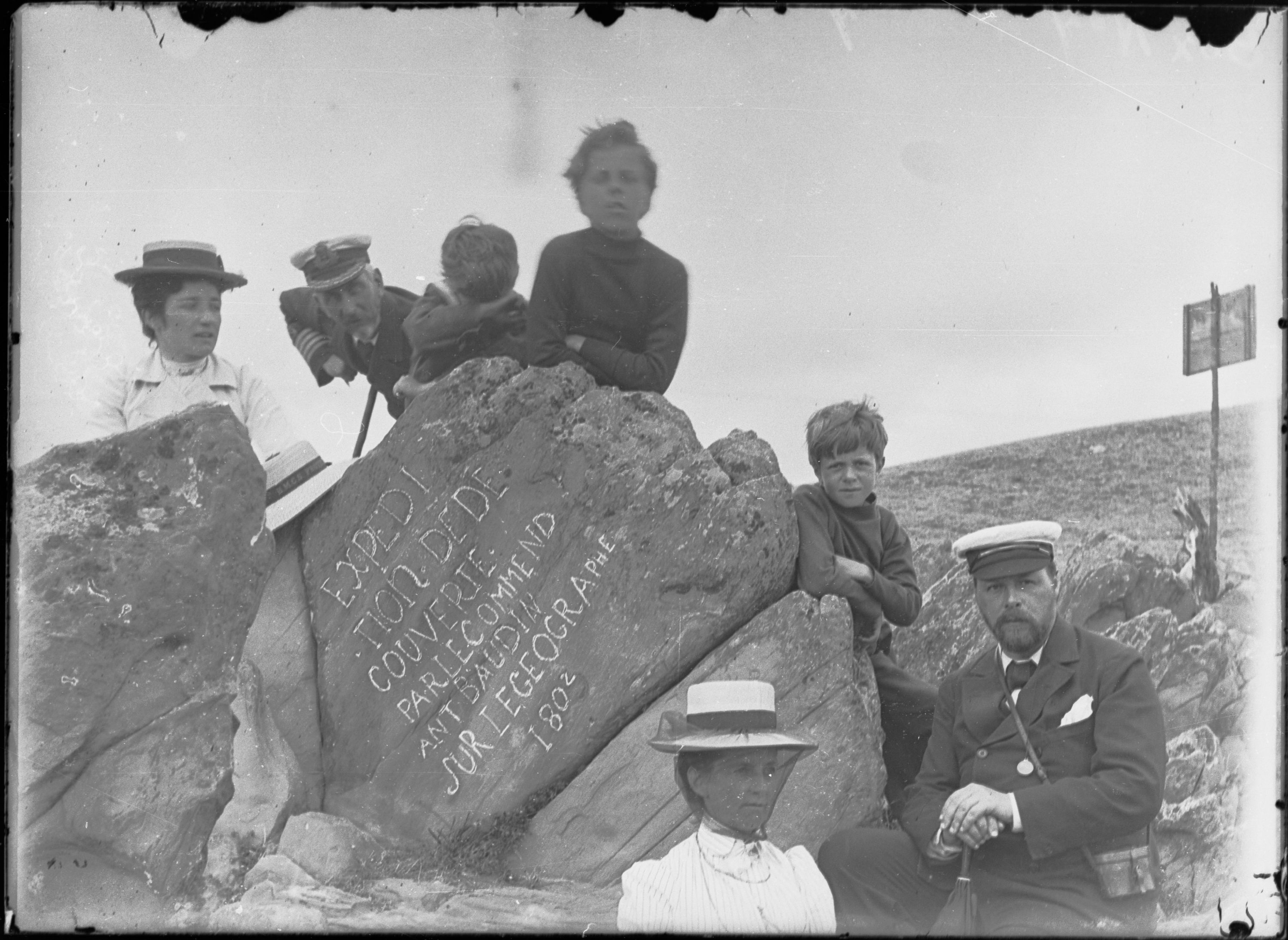
Inschrift der Expedition am Franchman’s Rock, rechts Generalgouverneur Tennyson und Familie (1902)

## Expeditionsverlauf
Die Expedition startete am 19. Oktober 1800 mit zwei Schiffen, der Korvette Géographe, geführt von Baudin, und der Naturaliste, geführt von Jacques Félix Emmanuel Hamelin, in Le Havre und wurde von neun Zoologen und Botanikern begleitet, unter anderem von Jean Baptiste Leschenault de la Tour.
Die Expedition erreichte Australien im Mai 1801. Als die Briten erfuhren, dass eine französische Expedition im Umfeld ihrer Kolonie Port Jackson (Sydney) unterwegs war, entsandten die Engländer unter dem Kommando von Matthew Flinders ebenfalls eine Expedition zur kartografischen Aufnahme der Küsten Australiens. Die französische Expedition traf am 8. April 1802 in der Encounter Bay mit Flinders zusammen. Die Wissenschaftler begegneten sich friedvoll, obwohl sich beide Länder im Kriegszustand miteinander befanden.
Zum Erfolg der Baudin-Expedition trugen auch die beiden Naturforscher Charles Alexandre Lesueur und François Péron bei, die nach dem Tod des Zoologen René Maugé, der 1802 auf Maria Island vor der Ostküste Australiens verstarb, über 100.000 Arten dokumentierten, wovon 2.500 unbekannt waren, und so erheblich zur Erforschung der australischen Fauna beitrugen.
Die Expedition stoppte später in Port Jackson, um Versorgungsgüter aufzunehmen. Baudin erwarb ein neues Schiff, die Casuarina, die nach dem Holz benannt ist, aus dem sie gefertigt wurde. Von dort sandte er die Naturaliste nach Frankreich zurück mit allen Spezies, die die Expedition bis zu diesem Zeitpunkt gesammelt hatte.
Von Sydney aus fuhren die Schiffe nach Tasmanien, bevor sie nach Timor weitersegelten. Auf ihrem Rückweg hielten sie in Mauritius an, wo Baudin an Tuberkulose auf der Ile de France starb.
Eine Inschrift über ihre Schiffsreise hinterließen die Mitglieder des Schiffs Géographe auf der Känguru-Insel, Australien im Jahr 1803. Der Text, der in den Franchman’s Rock eingeschlagen wurde, lautet: EXPEDITION DE DECOUVERTE PAR LE COMMENDANT BAUDIN SUR LE GEOGRAPHE 1803.
Baudin wird von den Verfassern des offiziellen Reiseberichts, François Péron und Louis de Freycinet, mit keinem Wort erwähnt. Die im Atlas dieses Reiseberichtes veröffentlichten Karten basieren teilweise auf den in Mauritius beschlagnahmten Aufnahmen des englischen Konkurrenten Flinders. Baudins eigenes Schiffstagebuch der Australienreise wurde erst 1974 veröffentlicht.

## Mannschaft
Nach den Äußerungen von Bory de Saint-Vincent waren die Marineoffiziere ausgesprochen geeignet, um die Expedition der Naturforscher in zivilisierter Form zu führen 

„(..) les officiers de marine destinés à conduire les naturalistes étaient d'un choix excellent, et, ce qu'on ne trouve pas chez toutes les personnes de leur état, d'une amabilité et d'une urbanité parfaites“

Zu Beginn der Reise waren 118 Mann an Bord des Géographe, 120 an Bord des Naturaliste: Neben den Kapitänen waren an Bord die Naturwissenschaftler Jean Baptiste Leschenault de la Tour (1773–1826), René Maugé, Stanislas Levillain (1774–1801), François Péron, Jean Baptiste Bory de Saint-Vincent (der die Expedition auf Mauritius verließ) und Désiré Dumont, der Künstler Charles-Alexandre Lesueur, dem Nicolas-Martin Petit (1777–1804) zur Seite stand, die Astronomen Pierre-François Bernier und Frédéric de Bissy (1768–1803), der Kartograph Charles-Pierre Boullanger, die Mineralogen Louis Depuch und Joseph Charles Bailly (1777–1844) sowie der Seemann Hyacinthe de Bougainville.

### Teilnehmer an BordLe Géographe
- Nicolas Baudin war lange Zeit Offizier bei der Handelsmarine, war Kapitän, Geograph und der Kommandant der Expedition, commandant de l'expédition.
- Alexandre Le Bas de Sainte-Croix (1759–1828) Capitaine de frégate war der zweite Offizier an Bord der Le Géographe.
- Pierre Guillaume Gicquel des Touches (1770–1824) war Leutnant zur See, lieutenant de vaisseau.
- Charles Baudin war ein weiterer Leutnant zur See, lieutenant de vaisseau.
- Louis Henri de Saulces de Freycinet (1777–1840) war Steuermann.
- François-Michel Ronsard (1766–1840) war der Ingenieur an Bord, Ingénieur constructeur, der Le Géographe
- Charles-Pierre Boullanger (1772–1813), Geograph.
- Jacques-Gérard Milbert (1766–1840) Chefzeichner an Bord der Le Géographe
- Louis Lebrun Zeichner auf der Le Géographe
- Jean Baptiste Bory de Saint-Vincent Stabsoffizier, Chefzoologe.
- François-Étienne L'Haridon de Créménec (1768–1807) Schiffsarzt.
- Hubert Jules Taillefer (1779–1866) auch ein Arzt auf der Le Géographe
- Jean Baptiste Leschenault de la Tour Naturforscher und Botaniker.
- René Maugé de Cely (1757–1802) Naturforscher.
- Stanislas Levillain (1774–1801) Zoologe.
- François Péron Zoologe.
- Anselm Riedle Chefgärtner.

### Teilnehmer an BordLe Naturaliste
- Kapitän der Fregatte, Capitaine de frégate Jacques Félix Emmanuel Hamelin est le commandant du Naturaliste et le second officier de l'expédition5.
- Jean Baptiste Bory de Saint-Vincent, lieutenant de vaisseau et marin
- Pierre Bernard Milius (1773–1829) ein weiterer Leutnant zur See; nach dem Tode Baudins Kommandeur der Le Géographe für den Rest der Reise zurück nach Frankreich.
- Furcy Picquet (1777–1831) ein Fähnrich, enseigne auf der Le Naturaliste und dann auf der Le Géographe.
- Louis Henri de Saulces de Freycinet ein weiterer Fähnrich.
- François Heirisson (1776–1834) ein Fähnrich.
- Jacques de Saint-Cricq (1781–1819) ein Fähnrich.
- Hyacinthe Yves Philippe Florentin de Bougainville (1781–1846) Fähnrich.
- Charles Moreau († 1808) ein Seekadett.
- Étienne Stanislas Giraud (1778–1804) Offizier.
- Thomas Timothée Vasse (* 1774) zweiter Offizier.
- Jacques Delisse Botaniker
- André Michaux, Botaniker

## Weiterführende Literatur
- Margaret Sankey: Writing the Voyage of Scientific Exploration: The Logbooks, Journals and Notes of the Baudin Expedition (1800–1804). In: Intellectual History Review. Band 20, Nummer 3, 2010, S. 401–413 (DOI:10.1080/17496977.2010.492618).
- Jan Altmann: Zeichnen als beobachten: Die Bildwerke der Baudin-Expedition (1800-1804). Berlin 2012.
- Christine Cornell (Herausgeberin und Übersetzerin): The Journal of Post Captain Nicolas Baudin. Adelaide 1974.